# Ruy Pérez II de Villegas
Ruy Pérez II de Villegas o bien Ruy Pérez de Villegas "el Merino" (Burgos, Corona de Castilla, ca. 1335 – ¿Cóbreces?, ca. 1423) era un noble castellano, originario de la Casa de Villegas y un descendiente por vía femenina de la Casa de la Vega, de Cevallos, de Velasco y de Castañeda, que por mayorazgo heredó los señoríos de Villegas, de Villamorón, de Pedrosa del Páramo, de Manciles, de Valdegómez, de Moñux, de Caracena, de Castillo Pedroso, de Manquillos y el palacio de Sasamón, además por vía materna recibió el señorío de Cóbreces y por dote matrimonial de la nueva unión con la Casa de Cevallos recibió los señoríos de Villasevil, recuperado por la Casa de Villegas, y de Acereda. Participó siendo muy joven con su padre Pedro Ruiz II de Villegas en la primera guerra civil castellana y por servir al primer príncipe de Asturias y futuro monarca Enrique III, fue nombrado merino mayor de Castilla en el año de 1388.

## Biografía hasta los inicios de la primera guerra civil castellana

### Origen familiar y primeros años

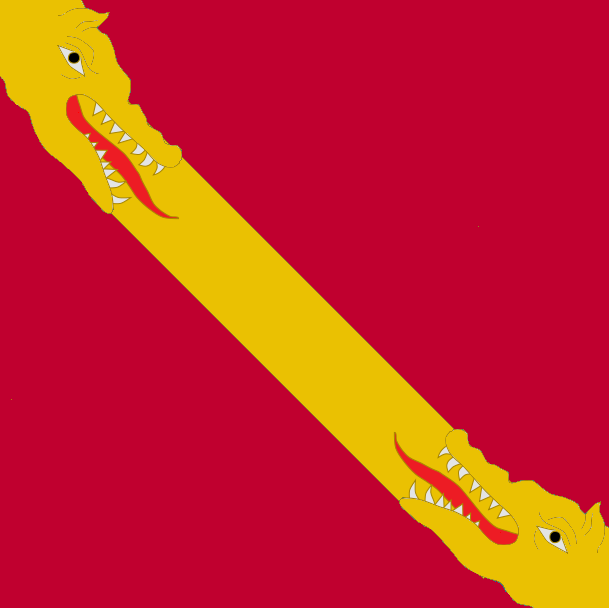
Orden Real de la Banda.

Ruy Pérez II de Villegas había nacido hacia el año 1335 muy probablemente en la ciudad de Burgos de la Corona de Castilla.
Era hijo de  Pedro Ruiz II de Villegas, IV señor de la Casa de Villegas, caballero de la real Orden de la Banda y adelantado mayor de Castilla, y de su esposa Teresa González de la Vega. Su abuelo paterno era Ruy Pérez I de Villegas, caballero de la Orden de Santiago y comendador de Castroverde, y su mujer Teresa González de Cevallos.

Orden de Santiago.

Era nieto materno de Gonzalo Ruiz de la Vega (n. ca. 1300-Castro del Río, 1350), II señor de Cieza, Collado, Arenas y de la casona de Tudanca, desde 1338 por herencia paterna aunque doce años después del deceso, y I señor de los Nueve Valles por voluntad regia desde el 8 de enero de 1341 por participar en la victoriosa batalla del Salado el 30 de octubre de 1340 contra el Sultanato benimerín, y de su esposa María Fernández de Velasco (n. ca. 1304).

La Corona de Castilla hacia 1400.

Por ende, el bisabuelo materno por vía masculina era Garcilaso I de la Vega, señor de Cóbreces, de Miralrío, de Rebolledo, de Anievas y demás feudos, VI señor de la Casa de la Vega, alcaide del alcázar de Ávila, justicia y canciller mayor del rey, merino y adelantado mayor de Castilla de 1315 a 1326, y de su primera esposa Juana Díaz de Castañeda o bien Juana de Castañeda (n. ca. 1280) que era a su vez una hija del ricohombre Diego Gómez de Castañeda y de su mujer Mayor Álvarez de las Asturias.

### Política de gobierno del rey Pedro I de Castilla

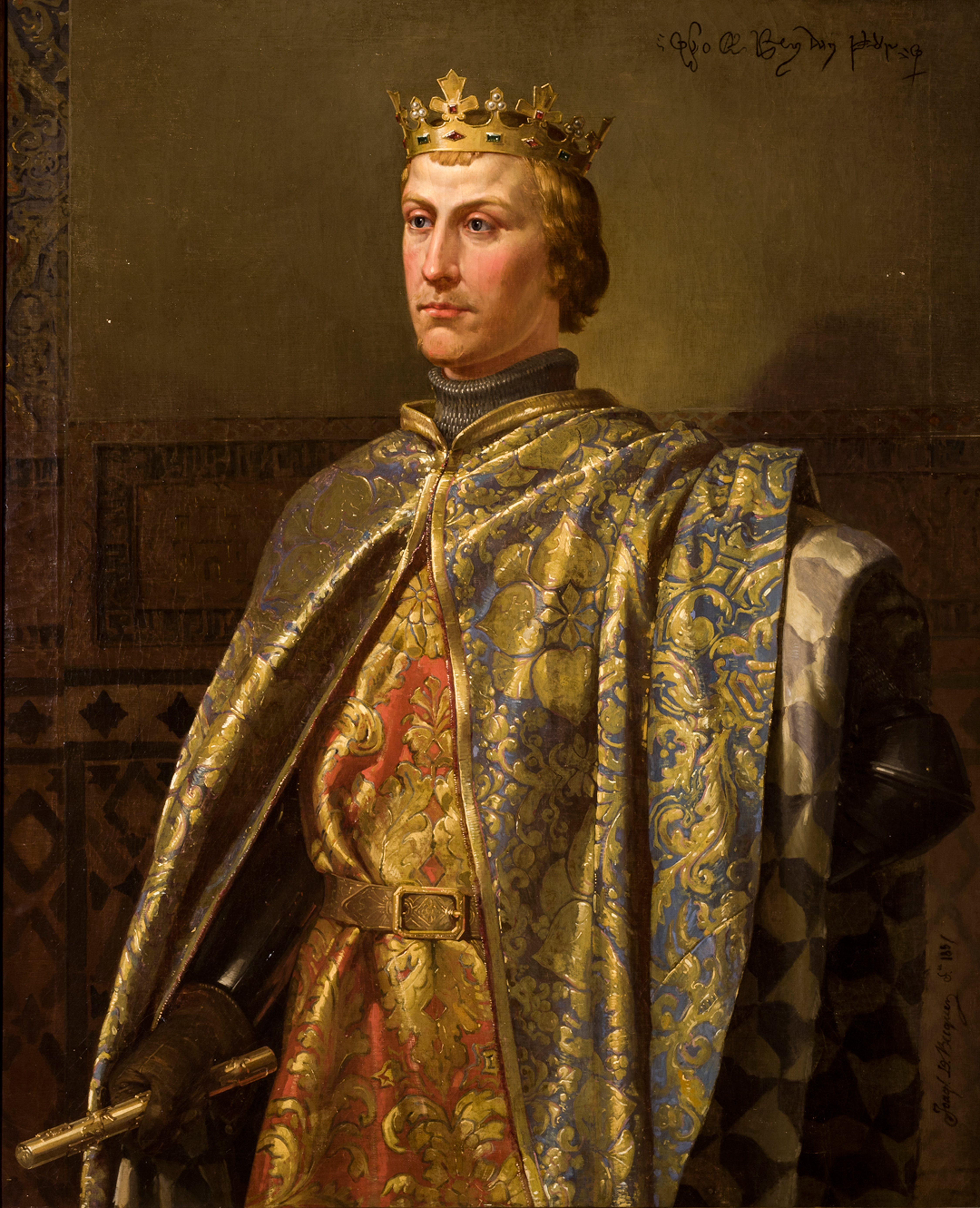
El rey Pedro I de Castilla.

Fallecido el rey Alfonso XI de Castilla en Gibraltar el 26 de marzo de 1350, debido a la pandemia euroasiática de peste negra, asumió al trono el príncipe Pedro quien solo tenía 16 años de edad, abandonando el ideal de Reconquista de su padre y predecesor, e impulsando leyes destinadas a recortar el poder de la nobleza en favor de la propia Corona y la burguesía, y además tomó otras medidas impopulares en ese entonces, como la protección a la minoría judía.
Cuando los nobles se rebelaron en defensa de sus privilegios, el rey respondió con una crudeza inusitada y hubo varias ejecuciones, entre ellas la del abuelo materno Gonzalo Ruiz de la Vega que era mayordomo mayor del bastardo real Fadrique Alfonso de Castilla. Por lo cual al monarca le valió el apodo de "el Justiciero" por parte del campesinado y ciertas minorías protegidas por él, pero también el otro sobrenombre de "el Cruel" por parte de la alta nobleza. Por lo tanto, al año siguiente estalló lo que se considera como la primera guerra civil castellana.

## Testigo de venta y participación en el conflicto

### Testigo de venta de señoríos paternos a Garcilaso II
El 19 de marzo de 1351, cuando Ruy Pérez de Villegas cumplió su mayoría de edad, fue testigo de venta de la mayor parte de las propiedades, que incluía el señorío de los Nueve Valles, de los padres a su tío paterno el adelantado mayor castellano Garcilaso II de la Vega, VII señor de la Casa de la Vega, por 54 mil maravedíes y que abarcaban de sur a norte desde Pie de Concha hasta el mar, y de oriente a occidente desde Piedra Fita hasta Lobado, aunque sería ejecutado en Burgos por mandato del rey a mediados del mismo año.

### Mensajero de Tello de Castilla al rey de Aragón
Como su padre Pedro Ruiz II de Villegas que era mayordomo mayor por diez años del noble menor de edad Tello de Castilla, I señor de Aguilar de Campóo y de Castañeda, que además era el otro hermano bastardo del rey Pedro I de Castilla, al haberse rebelado ambos ante dicho monarca, aquel le ocupó varias fortalezas por lo que Tello temió por su vida.
Tello y Villegas mandaron a finales de mayo de 1352 a su hijo Ruy Pérez de Villegas, que entonces tenía unos 17 años de edad, junto a García Fernández de Pina como mensajeros a la corte del rey Pedro IV de Aragón "el Ceremonioso" con una carta secreta, pero por la respuesta que trajeron los mismos de dicho soberano, podría ser que fuese un pedido de asilo en la Corona de Aragón, lo que finalmente sería aprobado, ya que Tello y su mayordomo mayor estaban en las Cortes Catalanas el día 29 del corriente.
Ese último día, el rey aragonés mandó una embajada al rey castellano para informarle que Tello y sus aliados estaban en sus dominios y que tenía formulada varias quejas al monarca castellano y para hacerle algunas peticiones como la de no encarcelarlo cuando regresase a Castilla. Después del 14 de julio del mismo año, los refugiados no tardaron en utilizar al reino aragonés para atacar a la vecina Castilla pero el monarca se los prohibió a través de su gobernador Miguel de Gurrea y se lo ratificó a Tello de Castilla y a Pedro Ruiz II de Villegas el 21 de julio del mismo año. Su padre al año siguiente fue nombrado merino mayor, y en 1354, como adelantado mayor de Castilla.

## Señor feudal, merino mayor y deceso

### Señor de la Casa de Villegas y demás feudos
Al producirse por mandato real la ejecución del padre en 1355, Ruy Pérez de Villegas tenía unos 20 años de edad y de esta manera heredó a su progenitor por mayorazgo, por lo que pasó a ser el II señor de Moñux, de Caracena y de Castillo Pedroso, III señor de Manciles y de Valdegómez, IV señor de Pedrosa del Páramo y de Manquillos y V señor de Villegas y de Villamorón, entre otros feudos.
También heredaría en 1358 de su tío paterno el merino santillano Sancho Ruiz de Villegas el Portín, el señorío del quinto de la behetría de Villamorón, el sexto de Pedrosa del Páramo y el quinto de Villegas, por no dejar descendencia masculina ya que era de agnación rigurosa. En el año de 1366 perdió el señorío de Caracena ya que el nuevo rey Enrique II de Castilla lo donó a Pedro de Luna y que más tarde pasaría al dominio de la familia Tovar. 
En 1376 perdió el señorío de Moñux que pasó a Diego Pérez Sarmiento, adelantado mayor de Castilla desde 1355, pero la madre le entregó unas heredades que había recibido a su vez de su tío Garcilaso II de la Vega, pasando a ser Ruy Pérez II de Villegas el I señor de Cóbreces, y al casarse con Teresa González de Cevallos y recibir la dote de su esposa hacia 1380, pasó a ser el I señor de Acereda y V señor de Villasevil de su linaje, por haber sido recuperado por la Casa de Villegas ya que había sido vendido en marzo de 1351 por el tío paterno ya citado Sancho "Portín" al otro también nombrado tío materno Garcilaso, para luego ser comprada a Leonor de la Vega por Gutierre Díaz de Cevallos y así servir de dote matrimonial de su hija.

### Merino mayor de Castilla
En 1388, Enrique fue proclamado primer príncipe de Asturias y en el mismo año, en recompensa por sus méritos y por la injusticia hecha por los asesinatos de su padre, primo, abuelo y demás parientes, quienes eran partidarios del infante Enrique de Trastámara durante la primera guerra civil castellana, le nombró merino mayor de Castilla, por lo cual se tuvo que mudar desde Santillana del Mar a la ciudad de Burgos dejándole un poder firmado a su hermano Pedro para poder disponer de sus bienes, y se mantuvo en el puesto hasta 1411.

### Fallecimiento
Ruy Pérez II de Villegas, V señor de la Casa de Villegas, fallecería en alguna parte de la Corona castellana, muy probablemente en la localidad de Cóbreces hacia el año 1423, cuando su hijo segundogénito ya le había dado un nieto en 1422, por lo cual sería su sucesor.

## Matrimonio y descendencia
El señor feudal Ruy Pérez II de Villegas se había unido en matrimonio hacia 1380 en Villasevil con su pariente lejana Teresa Díaz de Cevallos, una hija de Juan II Díaz de Cevallos "el Mozo", III señor de la Casa de Cevallos de las Presillas, y de su esposa Inés de Quevedo y Collantes, nieta del II señor Juan I Díaz de Cevallos "el Viejo" y de su esposa Inés Díaz de Arce y bisnieta paterna por vía masculina de Aldonza de Castañeda y de su marido Gutierre Díaz de Cevallos quien —al igual que su hermano Diego II Gutiérrez de Cevallos, XIV almirante mayor de Castilla desde 1303 y señor de la Casa de Cevallos de Buelna— fue heredero de su abuelo en 1305, por lo que pasó a ser el I señor de la Casa de Cevallos de las Presillas y demás feudos.
Fruto de dicho enlace entre Ruy Pérez de Villegas y Teresa de Cevallos nacieron cuatro hijos:
- Rodrigo I de Villegas[45][46][47] (n. ca. 1385) que fue sucesor de su hermano Sancho por testamento de 1433[48][37] —quien a su vez había heredado a su padre en el mayorazgo por tener descendencia legítima— ya que finalmente Rodrigo se casó hacia 1425 en Cóbreces[46] con Leonor Calderón de Guevara,[46][47][49] que le concibió descendientes legítimos,[49] por lo que se convirtió en el III señor de Cóbreces,[48][37][46][47] V señor de Manciles y de Valdegómez, VI señor de Manquillos y de Pedrosa del Páramo y VII señor de Villamorón, además de diversas casas-fuertes, haciendas, molinos y Patronatos, y por lo que también pasó a ser el VII señor de la Casa de Villegas.[37][46][47] Su hijo primogénito Rodrigo II de Villegas "el Lujurioso" pasó a ser el VIII señor de la Casa de Villegas pero al tener veinticinco hijos ilegítimos[49] el mayorazgo pasó al hermano segundogénito Juan I de Villegas, IX señor de la Casa de Villegas, V señor de Cóbreces y demás feudos, por estar casado con María de la Guerra que le dio descendencia legítima.[50]

- Sancho I Ruiz de Villegas[51][39] (n. ca. 1387-Alcaraz, 1433)[48][37] que fue por herencia paterna hacia 1423 el VI señor de la Casa de Villegas, ya que se había casado con María de Andino y Velasco[38][52] y le había concebido al menos un hijo legítimo,[48][53] de esta manera fue el II señor de Cóbreces, IV señor de Manciles y de Valdegómez, V señor de Manquillos y de Pedrosa del Páramo y VI señor de Villamorón, y por la herencia materna que conservaría para sus descendientes[37] fue el II señor de Acereda,[48][37] III señor de Castillo Pedroso[54] y VI señor de Villasevil,[37] además de ser comendador[48] de la Orden de Santiago.[38][37][55] Los otros feudos ya citados de herencia paterna al tomar estado su hermano mayor, se los transfirió y repartió algunos con los otros dos hermanos y fundó en Alcaraz nuevo mayorazgo de agnación[38] para sus hijos que serían señores de la segundona Casa de Ruiz de Villegas en 1433,[38][37] y dispuso en el mismo testamento que lo enterrasen en la capilla que había fundado en la iglesia de Villasevil, y por lo dicho, el hijo legítimo Pedro I Ruiz de Villegas (Villasevil, 1422[48]-f. después de 1497) pasaría a ser el I señor de Villasevil y de Acereda[53] —y se enlazaría con su pariente lejana Elvira Díaz de Cevallos[53] de la Casa de Cevallos de las Presillas— y el hijo natural legitimado Diego I Ruiz de Villegas pasaría a ser el I señor de Castillo Pedroso.[48][53]

- Mosén Diego de Villegas[25][48][37] (n. ca. 1390) que recibió por testamento de su hermano Sancho unos heredamientos en Ocaña,[25][1][37] además de ser caballero de la Orden de Santiago y comendador de La Solana de 1440 a 1477, de Alhambra[25] y trece de la orden.

- Pedro Díaz de Villegas[48][56][25] (n. ca. 1391) que por testamento de su hermano Sancho fue el VII señor de Villegas[25][48][37] y del palacio de Sasamón.[25][37][d][e]